# Claire Colomb-Pitollat
Claire Pitollat, née le 17 septembre 1979 dans le 7e arrondissement de Marseille, est une femme politique française.
Membre de La République en marche (LREM), elle est députée de la 2e circonscription des Bouches-du-Rhône de 2017 à 2024. 

## Biographie

### Parcours étudiant, professionnel et associatif
Claire Pitollat naît et grandit dans le 7e arrondissement de Marseille. 
Elle fréquente l'école de La Roseraie, puis le lycée Montgrand. Après des études en sciences physiques à Marseille, elle est diplômée à Toulouse de l’Institut supérieur de l'aéronautique et de l'espace (promotion 2004). 
Parallèlement, elle passe son brevet de pilote privé[réf. nécessaire].
Claire Pitollat s'engage ensuite dans un programme de volontariat international en Norvège. De retour en France, elle occupe à Paris, Lyon puis Marseille, plusieurs postes d'ingénieure à responsabilités dans le domaine de l'énergie dans une grande entreprise française. Elle contribue notamment à l'amélioration de la maîtrise des dépenses en énergie pour les familles. Elle participe en tant que cadre au dialogue interne de l'entreprise sur le management et les conditions de travail[réf. nécessaire].
Fin 2016, elle entre dans un comité local d'En marche : il s'agit de son premier engagement politique.
Elle travaille alors pour un centre d'ingénierie des centrales nucléaires d'EDF qui est basé à Marseille. Après son élection comme députée, elle reste salariée d'EDF, en congé longue durée pour fonction politique.

### Députée de laXVelégislature
Investie par La République en marche dans la 2e circonscription des Bouches-du-Rhône pour les élections législatives de 2017, elle mène campagne, selon Mediapart, « sans équipe véritablement constituée et dans l'improvisation la plus totale ». À la surprise générale, elle arrive nettement en tête du premier tour avec 36,49 % des suffrages exprimés, devançant Dominique Tian, député LR sortant (25,22 %), alors qu'il s'agit de la circonscription historique du maire de Marseille Jean-Claude Gaudin et que François Fillon y est arrivé en tête lors du premier tour de l'élection présidentielle de 2017. Elle est élue députée avec 54,77 % des voix au second tour.
Elle intègre la commission des Affaires sociales de l'Assemblée nationale.
En septembre 2018, elle remet au Premier ministre Édouard Philippe un rapport sur l'accompagnement des bénéficiaires du revenu de solidarité active (RSA), cosigné avec Mathieu Klein, président socialiste du conseil départemental de Meurthe-et-Moselle.
En septembre 2019, elle est désignée vice-présidente du groupe LREM à l'Assemblée nationale, en binôme avec la députée de l’Allier Bénédicte Peyrol. Elle quitte cependant cette fonction quelques mois plus tard. Au sein du groupe LREM, elle est également à la tête du « groupe d'animation politique » sur l'immigration. La même année, elle indique s'être parfois écartée du vote demandé par le groupe LREM lorsqu'il s'agissait selon elle de « surenchères législatives, comme dans le cas de la loi anticasseurs, sur la partie finalement censurée par le Conseil constitutionnel ». Elle fait partie des 150 députés les moins actifs au palais Bourbon,.
Avec Laurianne Rossi, elle est co-rapporteure de la mission d'information parlementaire sur les perturbateurs endocriniens présents dans les contenants en plastique. Dans leur rapport rendu en décembre 2019, toutes deux proposent notamment d'interdire les contenants alimentaires de cuisson, de réchauffe et de service en matière plastique destinés aux nourrissons et enfants en bas âge, ainsi que de « tendre » vers « l'exclusion de tout matériau » de contact alimentaire ou cosmétique « en matière plastique contenant des perturbateurs endocriniens présumés ou avérés ». 
Elle soutient Cédric Villani pour les élections municipales de 2020 à Paris. Dans le même temps, elle plaide en vain pour une alliance de LREM avec Martine Vassal, tête de liste LR, à Marseille.
Partie prenante de la création du nouveau groupe Écologie démocratie solidarité, elle renonce à le rejoindre. Selon Mediapart, « elle postule [alors] pour succéder à Olivier Véran comme rapporteure générale du budget de la Sécurité sociale ». Après la nomination de Jean Castex comme Premier ministre, elle déclare que « le signal est inquiétant au regard du message lancé par les électeurs aux municipales » et qu'elle se sent « orpheline de sa ligne politique », tout en saluant la gestion de la crise sanitaire liée à la pandémie de Covid-19 par Jean Castex « d'une manière très sociale » (à travers son rôle sur le déconfinement), ainsi que la nomination de Nicolas Revel, venu de la gauche, comme directeur de cabinet du nouveau Premier ministre.

### Députée de laXVIelégislature
Claire Pitollat est réélue députée de la 2e circonscription des Bouches-du-Rhône le 19 juin 2022 avec 61,64 % des suffrages exprimés face à Alexandre Rupnik, candidat d'Europe Écologie Les Verts (EELV), soutenu par la Nouvelle Union populaire écologique et sociale (NUPES).
Elle est élue secrétaire de l'Assemblée nationale et siège donc au bureau de la présidence. Elle rejoint la commission du Développement durable et de l'Aménagement du territoire. Par ailleurs, elle rejoint l'Assemblée des parlementaires de la Méditerranée.

### Polémique
En amont de sa nouvelle candidature pour la majorité présidentielle aux élections législatives de juin 2022, une enquête du journal local Marsactu dévoile que Claire Pitollat a fait l'objet d'un redressement par le déontologue de l'Assemblée nationale en 2018 concernant des dépenses facturées à l'Assemblée. Par ailleurs, une dizaine d'anciens attachés parlementaires dénoncent sa méthode de management anxiogène, qui inclut brimades et débordements de sa vie privée dans le cadre professionnel, poussant trois de ses dix-neuf collaborateurs en arrêt maladie,. Ces déclarations n'ont cependant fait l'objet d'aucune poursuite.
Claire Pitollat relève certaines des limites de l'enquête à l'occasion d'un droit de réponse publié dans les médias ayant relayé l'article. Elle argue notamment du fait que les frais concernés relevaient d'erreurs d'affectation budgétaire.

### Candidature aux élections législatives de 2024
Candidate à un nouveau mandat au premier tour des élections législatives anticipées le 30 juin 2024, elle termine à la troisième place avec 27,01 % des voix derrière le candidat du Rassemblement national Olivier Rioult (32,06 %) et celui du Nouveau Front populaire Laurent Lhardit, deuxième avec 28,49 % des voix, en faveur duquel elle se retire le lendemain afin de « faire barrage au RN » au second tour.